# Seznam rakouských polních maršálů

Hodnostní označení polního maršála

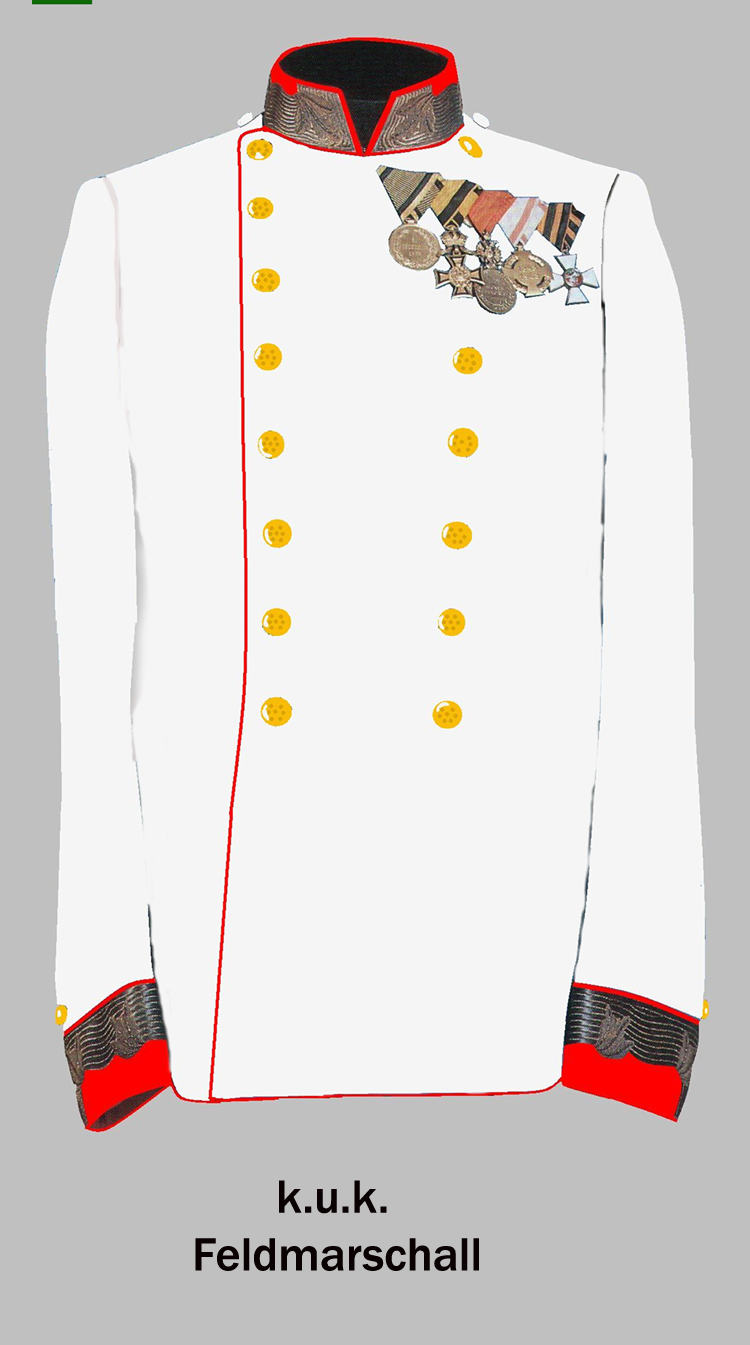
Uniforma polního maršála (Feldmarschall) c. k. rakouské armády

Seznam rakouských polních maršálů označuje ty osoby, které měli v rakouské nebo rakousko-uherské armádě hodnost polního maršála (něm. Feldmarschall). Dřívější rakouští polní maršálové jsou uvedeni v Seznamu polních maršálů Svaté říše římské.

## Rakouská říše
- 1805 – kníže Adam Kazimír Czartoryski-Sangusco (1734–1823)
- 1805 – vévoda Ferdinand Bedřich August Württemberský (1763–1834)
- 1808 – arcivévoda Josef Habsbursko-Lotrinský (1776–1847)
- 1808 – Karel Josef, kníže de Ligne (1735–1814)
- 1808 – Václav Josef hrabě z Colloredo-Waldsee (1738–1822)
- 1808 – Josef svob. pán Alvinczy von Borberek (1735–1810)
- 1808 – Josef Jan hrabě z Ferraris (1726–1814)
- 1809 – Jindřich hrabě z Bellegarde (1757–1845)
- 1809 – Jan Karel hrabě Krakovský z Kolovrat (1748–1816)
- 1809 – Jan I. Josef, kníže z Lichtenštejna (1760–1836)
- 1812 – Karel Filip, kníže ze Schwarzenbergu (1771–1820)
- 1824 – Jindřich XV., kníže Reuss-Plavenský (1751–1825)
- 1826 – Kamillo hrabě Lambertic († 1826)
- 1830 – arcivévoda Ferdinand of Austria (1793–1875)
- 1830 – Bedřich František Xaver, kníže z Hohenzollern-Hechingenu (1757–1844)
- 1833 – Kryštof svob. pán von Lattermann (1753–1835)
- 1836 – arcivévoda Ferdinand Karel Josef Rakouský-Este (1781–1850)
- 1836 – arcivévoda Jan Habsbursko-Lotrinský (1782–1859)
- 1836 – Josef Václav hrabě Radecký z Radče (1766–1858)
- 1844 – Maxmilián svob. pán z Wimpffenu (1770–1854)
- 1846 – Filip lankrabě Hesensko-Homburský (1779–1846)
- 1848 – císař František Josef I. (1830–1916)
- 1848 – Ignác svob. pán von Lederer († 1849)
- 1848 – Alfred I., kníže z Windisch-Grätze (1787–1862)
- 1849 – Laval hrabě Nugent z Westmeathu (1777–1862)
- 1854 – Evžen hrabě Vratislav z Mitrovic-Netolický (1786–1867)
- 1860 – Heinrich svob. pán von Heß (1788–1870)
- 4. dubna 1863 – arcivévoda Albrecht Bedřich (1817–1895)
- 1867 – Edmund Leopold, kníže ze Schwarzenbergu (1803–1873)

## Rakousko-Uhersko
- 4. května 1900 – císař Vilém II. Pruský (1859–1941)
- 1. května 1904 – král Eduard VII. Britský (1841–1910)
- 8. prosince 1914 – arcivévoda Bedřich, vévoda těšínský (1856–1936)
- 21. listopadu 1916 – císař Karel I. Rakouský (1887–1922)
- 23. listopadu 1916 – arcivévoda Evžen Rakouský (1863–1954)
- 25. listopadu 1916 – Franz hrabě Conrad von Hötzendorf (1852–1925)
- 5. listopadu 1917 – Hermann svob. pán Kövess von Kövessháza (1854–1924)
- 5. listopadu 1917 – Alexander svob. pán von Krobatin (1849–1933)
- 30. ledna 1918 – Franz svob. pán Rohr von Denta (1854–1927)
- 31. ledna 1918 – Eduard svob. pán von Böhm-Ermolli (1856–1941)
- 1. února 1918 – Svetozar Borojević z Bojny (1856–1920)
- 24. října 1918 – arcivévoda Josef August (1872–1962)